# Osservatorio internazionale del monte Graham
L'osservatorio internazionale del monte Graham (abbreviato nella sigla MGIO, dall'inglese Mount Graham International Observatory) è un dipartimento dell'osservatorio Steward, gestito in primis dall'Università dell'Arizona.
È collocato sul monte Graham in Arizona, nel complesso montuoso delle montagne Pinaleño. L'osservatorio ospita parte dei più sofisticati e moderni telescopi e strumenti astronomici del mondo.
La costruzione degli osservatori è stata autorizzata dal Congresso degli Stati Uniti ed i lavori iniziarono nel 1989, ma è stata oggetto di contestazioni da parte degli indiani d'America, che considerano la montagna un luogo sacro; e dagli ambientalisti, preoccupati dal fatto che la costruzione dei telescopi possa avere effetti negativi sulla popolazione dello Scoiattolo Rosso del monte Graham. Nel 1993 iniziarono ad operare i primi due telescopi, il VATT e l'HHT.
Gli astronomi e il personale che lavora presso l'osservatorio hanno dovuto fronteggiare le proteste (e addirittura aggressioni fisiche) oltre a tentativi di sabotaggio, anche se la maggior parte delle contestazioni è stata del tutto pacifica. Per placare gli animi, è stato inventato uno speciale "permesso scoiattolo", che deve essere ottenuto da chiunque voglia visitare l'osservatorio per sopralluoghi o semplici visite turistiche.

## Lista dei telescopi del complesso MGIO
- Large Binocular Telescope
- Heinrich Hertz Submillimeter Telescope
- Vatican Advanced Technology Telescope del Vatican Observatory Research Group